# Tommy Mandel
Pour les articles homonymes, voir Mandel.
Tommy Mandel (né le 2 juin 1949) est un claviériste de rock américain. Ce claviériste, connu pour avoir joué avec Bryan Adams, participa à la tournée 1982-1983 de Dire Straits. On l'entend jouer sur l'album live Alchemy issu de cette tournée.